# Хлыстовая травма
Хлыстовая травма — немедицинский термин, означающий  повреждение шеи вследствие её форсированного резкого разгибания с последующим резким сгибанием либо, наоборот, резкого сгибания с последующим разгибанием.
Термин whiplash injury (от англ. whip — «хлестать», «хлыст») был введён американским врачом Х. Кроу (H. Crowe) в 1928 г.
Патофизиология хлыстовой травмы  определяется в первую очередь травматизацией (перерастяжением либо компрессией) структур переднего (передняя продольная связка, мышцы, межпозвонковый диск) и заднего (задняя продольная и межпозвонковые связки, дугоотростчатые суставы, мышцы) опорных комплексов шейного отдела позвоночника.
Хлыстовая травма чаще всего случается при ДТП, когда в автомобиль сзади наезжает другое транспортное средство, или при сильном торможении автомобиля. В обоих случаях у сидящих в автомобиле людей происходит резкое двухэтапное (хлыстовое) движение шеи.

## Симптомы
Симптомы обычно появляются сразу или вскоре после травмы (у двух третей  в первые 2-3 суток, у остальных — в первые часы).  Ведущий симптом, почти всегда сопровождающий хлыстовую травму, — боль в области шеи и плечевого пояса, которая усиливается при движениях головой и руками, сопровождается ограничением движений в шее (в первую очередь, сгибания головы). Нередко возникает и головная боль, чаще локализующаяся в затылке, но иногда иррадиирующая в висок, глазницу. Головокружение, которое иногда сочетается с нарушением равновесия, сопровождает приблизительно 20–25 % случаев хлыстовой травмы.  Могут наблюдаться кохлеарные (тиннитус) и зрительные (нечеткость изображения, пелена перед глазами) парестезии в области лица. Почти в трети случаев развиваются неспецифические умеренно выраженные когнитивные нарушения: снижение способности концентрировать внимание, негрубые расстройства памяти   Часто отмечаются изменения настроения (тревожность, подавленность).